# Drowning in the Sea of Love (album)
Drowning in the Sea of Love è un album di Joe Simon del 1972. È stato ristampato per la prima volta su CD nel 1992 dalla SouthBound; nel 2003 è stato nuovamente ristampato dalla Ace, che nel 2012 ha anche curato il download.

## Singoli
Dall'album sono stati estratti tre singoli:
- Drowning in the Sea of Love; è arrivato nella classifica dei singoli R&B alla terza posizione, all'undicesima della Billboard Hot 100 e alla cinquantesima della classifica canadese
- I Found My Dad; è arrivato alla quindicesima posizione della classifica R&B e alla settantottesima della Billboard Hot 100
- Pool of Bad Luck; è arrivato alla tredicesima posizione della classifica R&B e alla quarantaduesima della Billboard Hot 100

Tutti e tre sono stati pubblicati nel 1972.

## Tracce
1. Drowning in the Sea of Love – 3:23 (Kenny Gamble, Leon Huff)
2. Glad to Be Your Lover – 2:59
3. Something You Can Do Today – 4:18 (Kenny Gamble, Leon Huff)
4. I Found My Dad – 2:50 (Phil Hurtt, Bunny Sigler)
5. The Mirror Don't Lie – 4:31 (Phill Hurtt, Bunny Sigler)
6. O'Le Night Owl – 2:40 (Kenny Gamble, Leon Huff)
7. You Are Everything – 4:16 (Thom Bell, Linda Creed)
8. If – 3:25 (Phil Hurtt, Bunny Sigler)
9. Let Me Be the One (The One Who Loves You) – 3:03 (Kenny Gamble, Leon Huff)
10. Pool of Bad Luck – 4:50 (Kenny Gamble, Leon Huff)

Durata totale: 36:15

## Formazione
- Joe Simon: voce
- Ron Baker: basso elettrico
- Ronald Baker: basso elettrico
- Thom Bell: archi
- Roland Chambers: chitarra
- Norman Harris: chitarra
- T.J. Tindall: chitarra
- Leon Huff: pianoforte, piano elettrico
- Vince Montana: cori, vibrafono
- Lenny Pakula: organo
- Larry Washington: bongo, conga
- Earl Young: percussioni

Gli arrangiamenti sono stati ad opera di Ron Baker, Ronald Baker, Thom Bell, Bobby Martin, Robert A. Martin, Lenny Pakula.